# Bangwe
Bangwe, auch pango, bango, ist eine Brettzither mit meist sieben und bis zu 14 Saiten, die in Malawi und in Zentralmosambik zur Unterhaltung gespielt wird. Männliche Geschichtenerzähler der Sena, einer bantusprachigen Ethnie im Süden Malawis, begleiten ihre Lieder und moralischen Erzählungen mit einer bangwe, die zur Resonanzverstärkung in einen Blechkanister oder eine Kalebassenhalbschale gesteckt wird.

## Herkunft und Verbreitung
Brettzithern sind Saiteninstrumente, deren eine oder mehrere Saiten parallel über ein festes gerades Brett gespannt sind, wobei das Holzbrett ähnlich wenig wie der dünne Saitenträger einer Stabzither zur Schallverstärkung der Saitenschwingungen beiträgt. Während bei starren Stabzithern und bei elastischen Musikbögen als Resonanzkörper häufig eine Kalebasse an der Unterseite festgebunden ist, hält der Musiker die bangwe beim Spiel zum selben Zweck in ein halboffenes Gefäß. Diese Kombination kommt auch bei Lamellophonen vor.
Eine unter dem Namen zeze (auch sese) an der ostafrikanischen Küste bekannte ein- oder mehrsaitige Plattstabzither verbreitete sich im 19. Jahrhundert mit dem Elfenbein- und Sklavenhandel in weiten Teilen Ost- und Zentralafrikas bis nach Malawi. In Indien sind Stabzithern (vinas) seit dem 7. Jahrhundert von Abbildungen bekannt, jedoch in der damaligen Form und Spielhaltung (bis auf die tuila und in Kambodscha die kse diev) praktisch verschwunden. Eine wahrscheinliche Herkunft der afrikanischen Plattstabzithern aus Indien oder Indonesien haben verschiedentlich Musikethnologen in der Nachfolge von Arthur Morris Jones diskutiert. Gemäß der heute gängigen Ausbreitungstheorie gelangten die Stabzithern über die ostafrikanische Küste nach Madagaskar. Dabei wurde offenbar der in Asien gebräuchliche Bambussaitenträger durch einen Vollholzstab ersetzt. Die bekannteste Materialisation einer Kulturvermittlung von Indonesien nach Afrika sind Röhrenzithern: die nach der Form des Saitenträgers eingeteilte dritte Gruppe der Zithern, wie sie mit der sasando in Indonesien und der valiha in Madagaskar vorkommen. Ist der Saitenträger eine Röhre (etwa aus Bambus) oder ein hölzerner Kasten wie bei europäischen Zithern und Hackbrettern, fungiert er selbst als Resonanzkörper. Anstelle der Kastenzithern, die keinen separaten Resonator benötigen, kommen in Ostafrika Trogzithern vor, bei denen die Saiten über eine Schale gespannt sind (inanga in Burundi).

## Bauform
Der Saitenträger der bangwe besteht aus einem langrechteckigen Hartholzbrett, für das ostafrikanisches Padauk (Pterocarpus angolensis, Chichewa mlombwa) verwendet wird. Das Brett ist mindestens einen Zentimeter dick bei Abmessungen zwischen 15 × 45 und 20 × 65 Zentimetern. Die parallel über das Brett laufenden Saiten bestehen aus einem einzigen langen Draht, der durch eine an beiden Stirnseiten in einer Reihe gebohrte Löcher gezogen und an den Enden verknotet wird. Bei den meisten Instrumenten wird ein dünner Holzstab oder Bambusstreifen als Sattel nahe bei den Lochreihen quer unter die Saiten geschoben, um die frei schwingende Länge (Mensur) der Saiten zu begrenzen und sie auf 3–4 Millimeter Abstand vom Brett zu halten. Zusätzlich können auf einer Seite zum Stimmen kleine Holzstücke unter einzelne oder alle Saiten geschoben werden. Bei anderen Instrumenten bestimmen individuell an der vom Spieler entfernten Seite unter jeder Saite platzierte Holzstücke deren Länge. Weil die gezupften Saiten einer unverstärkten bangwe nur einen dünnen Klang hervorbringen, wird das Brett über oder teilweise in die Öffnung eines aufgeschnittenen Fünf-Liter-Ölkanisters (bekete) oder einer großen Kalebasse (dende) gehalten. Einige am Blechkanister fixierte Kronkorken sorgen für ein zusätzliches schnarrendes Geräusch.
Der Musikethnologe Hugh Tracey nahm 1950 in Zentralmalawi einen blinden Sänger mit einer siebensaitigen bangwe auf Tonband auf. Der Saitenträger seines Instruments bestand aus acht miteinander verbundenen Papyrusstängeln und steckte mit dem fernen Ende in eine Kalebasse. Eine solche Verbindung aus parallelen Röhren (unterschiedlicher Länge wie bei der Panflöte) macht die bangwe zu einer Floßzither, die aus mehreren zusammengebundenen einsaitigen Stabzithern gedacht wird. Mehrsaitige Floßzithern aus Grashalmen mit und ohne Kalebassenverstärkung sind aus Westafrika (Benin, Nigeria) bekannt. Beim Musikbogen wäre die Entsprechung der Pluriarc.
Die übliche Anzahl Saiten ist sieben. Einige bangwe am Unterlauf des Shire im Süden von Malawi besitzen 14 Drahtsaiten, auch Saitenzahlen dazwischen sind möglich. Die vom Spieler aus betrachtet höchste Saite ist immer rechts und die tiefste links. Die Saiten werden durch Verschieben der untergelegten Holzstücke vom höchsten Ton abwärts gestimmt. Bei einer bangwe in der Sammlung von Hugh Tracey dient zur Resonanzverstärkung ein aus Pflanzenfasern bestehender und mit Kronkorken behängter Beutel, der mit dem Brett verbunden ist und dieses am nahen Ende zu knapp der Hälfte überdeckt.

## Spielweise
Die Saiten der bangwe werden mit den Fingernägeln beider Hände seitlich angezupft. Im Süden Malawis hält der Spieler das Brett wie ein Lamellophon vor seinen Bauch nach vorn und zupft beidhändig mit Daumen und Zeigefinger. Bei der selteneren Spielweise, die eher in Nordmalawi vorkommt, wird die bangwe wie eine Gitarre angeschlagen. Dabei dämpft der Spieler mit den Fingern der linken Hand einige Saiten, die nicht erklingen sollen, indem er die Finger auf die Saiten legt, während er mit Daumen und Zeigefinger der rechten Hand in einer kreisförmigen Bewegung einen Rhythmus mit unterschiedlichen Akkorden produziert. Sein Instrument hält er wie eine Gitarre. Hier zeigt sich der Einfluss zeitgenössischer populärer Gitarrenmusik, der auch bei der auf dieselbe Weise gespielten sechssaitigen Brettzither kipango in der Region Iringa im Südwesten Tansanias deutlich wird.
Die stets männlichen Musiker treten solistisch auf; sie spielen zur Unterhaltung bei Feiern und gelegentlich bei Begräbnissen. Allgemein in Afrika gibt es keine passende Übersetzung für „ein Musikinstrument spielen“. In einer Bantusprache in Uganda werden beispielsweise sowohl die Trommel ngoma, als auch die Spießgeige endingidi „geschlagen“, während in Malawi die Instrumente auf Chichewa „gesungen“ werden. Kuyimba bangwe heißt somit wörtlich „die Zither singen“. Die mit der bangwe begleiteten Geschichten (nthano) richten sich häufig an Jugendliche, denen sie in Form von Sprichwörtern eine gute Lebensführung beibringen wollen.
Die Musikkultur von Südmalawi und Zentralmosambik wird als eigenständig von derjenigen Südafrikas unterschieden. Charakteristisch für die Tradition der dortigen Sena ist neben der bangwe das große Xylophon valimba (ulimba). Ein anderer Stil sind die von Panflöten begleiteten Tänze der Nyungwe-Sprecher in Mosambik. Die Stimmung der bangwe, des Xylophons und des Sena-Lamellophons malimba sind annähernd äquiheptatonisch, das heißt, die Oktave wird in sieben gleiche Tonstufen unterteilt, deren berechnetes Intervall 171 Cents beträgt. In der Praxis ist dieser Tonabstand ein ungefährer Mittelwert. Abweichend dazu wurde beim Lamellophon mbira der Shona eine harmonische Struktur festgestellt, die auf Quarten, Quinten und Oktaven beruht.
In Nordmalawi nennen die Tumbuka die Brettzither pango oder bango. Bei einer 1971 in Nordmalawi gemessenen pango mit sieben Saiten entsprachen die vier oberen Intervalle grob dem Mittelwert, der Abstand zur sechsten Saite betrug etwa eine kleine Terz und auf die tiefste Saite verzichtete der Musiker beim Spiel. Bei seinen Forschungen zum Vimbuza-Besessenheitsritual bei den Tumbuka in den 1990er Jahren bemerkte Steven Friedson, dass die pango und das Lamellophon kalimba als aussterbende Musikinstrumente angesehen werden und das Trommelensemble des Vimbuza-Rituals die einzige gepflegte musikalische Tradition darstellt.
Hugh Tracey machte in den 1950er Jahren zahlreiche Aufnahmen mit bangwe-Spielern. Seit 1967 erforschten Gerhard Kubik und seine Schüler Maurice Djenda (* 1948) und Moya Aliya Malamusi (* 1959) die Musik Malawis. Einer der bekanntesten bangwe-Spieler war Limited Mfundo, dessen Lieder erstmals Tracey 1958, unter anderen Kubik 1967 und 1984 sowie der Rundfunk von Malawi in den 1970er Jahren aufgezeichnet und auf Tonträger veröffentlicht haben. Mfundos moralische Geschichten handeln von der Rücksichtslosigkeit der Leute, den alltäglichen Unzulänglichkeiten und seinen persönlichen Problemen. Gerhard Kubik vergleicht die Gemütslage mit dem Blues und die geschilderten Erfahrungen des äußerst bescheiden lebenden Straßensängers mit denen des amerikanischen Sängers Blind Willie McTell.
In den 1980er Jahren zog der blinde Geschichtenerzähler und bangwe-Spieler Chitenje Tambala ein großes Publikum an. Seine Lieder wurden häufig im Rundfunk übertragen. Am Beginn eines seiner Lieder (Ellis) redet Tambala auf sein Instrument ein, damit es sich zum Spielen bereithalten möge. Er spricht es mit dem Wort waya an, das sich als Saite übersetzen lässt und in vergangenen Zeiten auch für Grammophone verwendet wurde, die vor Spielbeginn mit einer Handkurbel auf Touren gebracht werden mussten. Wenn ältere Musiker nicht dem Tempo ihres Ensembles folgen können, sagen sie ebenfalls waya.
Ein nach der Jahrtausendwende die Tradition bewahrender Sänger, der sich auf der bangwe begleitet, ist Labison Mpotandebvu, von dem ein Lied den Titel Tsoka la atsikana („Das Pech der Mädchen“) trägt. Ansonsten erfährt die bangwe das Schicksal vieler afrikanischer Musikinstrumente, die im Lauf des 20. Jahrhunderts nahezu verschwunden sind. An die Stelle noch in den 1950er Jahren in größerer Vielfalt in Malawi vorhandener traditioneller Saiteninstrumente wie dem Mundbogen mtyangala, dem Musikbogen kalirangwe oder der Stabzither zeze traten in der ländlichen Unterhaltungsmusik den westlichen Vorbildern nachgebaute Gitarren (gitala) und Banjos (banjo) und in den Städten E-Gitarren.

## Diskografie
- Northern and Central Malawi. Nyasaland. 1950, ‘57 ‘58. Tonga, Tumbuka, Cewa. Feldaufnahmen von Hugh Tracey. International Library of African Music / SWP Records 014, 2000, Titel 1, 2, 3, 4, 10, 13, 18, 25
- Southern and Central Malawi. Nyasaland. 1950, ‘57 ‘58. Mang’anja, Cewa, Yao. Feldaufnahmen von Hugh Tracey. International Library of African Music / SWP Records 013, 2000, Titel 1, 2, 16, 23, 24
- From lake Malawi to the Zambezi. Aspects of music and oral literature in south-east Africa in the 1990s. Feldaufnahmen von Moya Aliya Malamusi. Popular African Music, pamap 602, 1999, Titel 9, 11